# 小行星2446
小行星2446（2446 Lunacharsky）是一颗围绕太阳公转的小行星。1971年10月14日，柳德米拉·切爾尼赫在克里米亚发现了此天体。
該小行星以俄羅斯政治家阿納托利·盧那察爾斯基命名。
这颗小行星的绝对星等为251.7149593162522等。